# De andere kant van de tunnel
De andere kant van de tunnel is een Nederlandse film uit 1994 van Bob Entrop. Hij is gebaseerd op een scenario van hemzelf. De film heeft als internationale titel The Other End of the Tunnel.
Het was de eerste film van acteur Mimoun Oaïssa, die jaren later furore maakte in Shouf Shouf Habibi.

## Rolverdeling
| Acteur               | Personage     |
| -------------------- | ------------- |
| Linda van den Bremer |               |
| Hanne Essen van      | huwelijksgast |
| John Leddy           |               |
| Mimoun Oaïssa        |               |
| Truus te Selle       |               |
| Nikolai van den Hoek |               |
| Johan Zeldenrust     | huwelijksgast |